# Obereopsis fuscosternalis
Obereopsis fuscosternalis är en skalbaggsart som beskrevs av Stefan von Breuning 1964. Obereopsis fuscosternalis ingår i släktet Obereopsis och familjen långhorningar. Inga underarter finns listade i Catalogue of Life.